# Benedenipora catenata
Benedenipora catenata is een mosdiertjessoort uit de familie van de Benedeniporidae. De wetenschappelijke naam van de soort is voor het eerst geldig gepubliceerd in 1889 door Pergens.